# Chelsea Headhunters
Chelsea Headhunters er et firma, der støtter fodboldklubben Chelsea F.C.. Medlemmerne er fans, der normalt anses som hooligans.

## Historie og baggrund
Headhunters største rivaler er meget naturligt de andre London-baserede hold som Arsenal F.C., Tottenham Hotspur F.C.,Queens Park Rangers F.C., Fulham F.C. og West Ham United F.C..
Racisme er udbredt i Headhunters, der bl.a. har forbindelser til forskellige hvidt overherredømmeorganisationer (white supremacism) såsom British National Front og Combat 18. Desuden menes der også at være en forbindelse til nordirske organisationer såsom Ulster Defence Association og Ulster Volunteer Force.

## Medieoptræden
De blev i 1999 infiltreret af en journalist ved navn Donal MacIntyre i forbindelse med en dokumentar sendt på BBC den 9. november 1999. I denne dokumentar optræder MacIntyre som wannabe-medlem af Chelsea Headhunters. Han havde endda fået lavet en Chelsea-tatovering på sig selv. Til trods for at mange var overraskede over, at han havde valgt den meget forhadte "Millwall-løve" i stedet for den klassiske løve fra 1960'erne.  
Han bekræfter racisme-elementerne i denne gruppe af hooligans (firm) og deres forbindelse til Combat 18 heriblandt et ledende topmedlem af gruppen, der var blevet fængslet for besiddelse af materiale med forbindelse til Ku Klux Klan. Dokumentaren førte til flere anholdelser og domme til medlemmer af Chelsea Headhunters. Et medlem ved navn Jason Marriner, der var dømt og fængslet som følge af denne dokumentar, har siden skrevet en bog, hvor han påstår, at det er falske beviser produceret af BBC og MacIntyre, der har fået ham dømt. Han påstår, at de billeder og optagelser er blevet redigeret til at vise ting der ikke skete, og at BBC og MacIntyre selv skabte hændelser, der ikke fandt sted for at få dem dømt uden at have billeder eller video af dem, der gjorde noget ulovligt.
Nick Loves' film "The Football Factory" fremstiller Chelsea Headhunters i et fiktivt univers, der hovedsageligt fokuserer på deres voldelige sammenstød med rivalerne fra Millwall Bushwackers.

### 1985-
Et højtprofileret medlem af Chelsea Headhuntersved navn Kevin Whitton blev d. 8. november 1985 dømt til fængsel på livstid, efter at være fundet skyldig i voldeligt overfald og involvering i et angreb på en pub på Kings Road, hvilket siden er blevet beskrevet som det værste overfald i fodboldhooliganismens historie i England - dette skete efter, at Chelsea tabte en kamp. Whitton og andre medlemmer af Headhunters stormede ind på pubben, imens de råbte: "krig krig krig". Da de forlod pubben et par minutter senere råbte en af dem: "de skide amerikanere kommer her og tager vores arbejde fra os!". Pubbens amerikanske ejer Neil Hansen på 29 år lå på jorden næsten død. Whittons dom blev afkortet ved en appeldomstol i maj 1986 til kun 3 år. Den fan/hooligan der reelt var ansvarlig for overfaldet på ejeren blev kort efter Whittons dom anholdt og varetægtsfængslet indtil han kom for en dommer. Denne mand var Terrence Mathews (25 år gammel i 1985) han blev fundet skyldig oktober 1986 for at tage del i volden på pubben og overfaldet på pubejeren. Straffen lød på 4 års fængsel.
Men selv indenfor de sidste par år har Headhunters været en del af store sammenstød med andre hooligangrupperinger. Bl.a. den 13. februar 2010 hvor dele af Headhunters tordnede sammen med Cardiff City Soul Crew efter 5. rundes uafgjorte resultat på Stamford Bridge.
Den 25. marts 2010 blev 24 mennesker dømt for at have deltaget i slagsmålet, der skadede flere mennesker heriblandt en politibetjent, der fik brækket kæben. Alle 24 hooligans fik domme, der omhandlende, at de ikke måtte komme på nogen stadioner i hele England og Wales i mellem 3 og 8 år og 18 af dem fik også fængselsdomme i op til 2 år.